# Palestine, Arkansas
Palestine là một thành phố thuộc quận St. Francis, tiểu bang Arkansas, Hoa Kỳ. Năm 2010, dân số của thành phố này là 681 người.

## Dân số
- Dân số năm 2000: 741 người.
- Dân số năm 2010: 681 người.